# 雷克司
亚瑟·亚历山大·卡斯帕·冯·雷克司（德語：Arthur Alexander Kaspar von Rex，1856年2月2日—1926年9月4日），德国外交官，曾任德意志帝国驻大清公使。